# Chloraea volkmannii
Chloraea volkmannii es una especie de orquídea de hábito terrestre originaria de Sudamérica.

## Descripción
Es una  orquídea de tamaño mediano que prefiere el clima frío. Tiene hábito terrestre.  Es una planta herbácea perennifolia que alcanza los 30-50 cm de altura. Tiene un tallo con las hojas inferiores oblongo-lanceoladas de 5-6 cm de largo. La inflorescencia en forma de espiga con  6-8 flores de color blanco.

## Distribución
Se encuentra en Argentina  (Neuquén) y centro y sur de Chile.